# 欅のホール
欅のホール（けやきのホール）は千葉県野田市にある複合公共施設である。またここでは館内の施設についても解説する。

## 構造
地上5階建て
- 1階 エントランス 自動販売機 中央出張所 興風図書館（新聞・一般書籍・児童書）
- 2階 興風図書館（ヤングアダルト・郷土資料・コミック・ビデオ・CD） 喫茶つくしんぼ
- 3階 小ホール 生涯学習センター 総合カウンター ギャラリー
- 4階 生涯学習センター
- 5階 野田商工会議所

## 交通
- 愛宕駅から徒歩13分。
- 野田市駅から徒歩15分
- 茨急バス欅のホールバス停から徒歩1分
- まめバス北中南各ルート欅のホールバス停から徒歩1分